# Конституционный референдум в Батавской республике (1797)
Конституционный референдум в Батавской республике состоялся 8 августа 1797 года. Проект конституции был отклонён, что в итоге привело к государственному перевороту.

## Предвыборная обстановка
Предшественница современных Нидерландов провозгласила независимость как Республика Соединённых провинций в 1581 году. Независимость была официально признана в результате Вестфальского мира 1648 года. Страна была федерацией семи автономных провинций: герцогства Гелдерн, графств Голландии и Зеландии, бывшего епископства Утрехта, владычества Оверэйссела и свободных провинций Фрисландии и Гронингена. Каждая провинция управлялась провинциальными штатами; главным должностным лицом был статхаудер. На протяжении многих лет эти государственные владения были сосредоточены в руках потомков Вильгельма I Оранского (1533-1584).
Это привело к трению с регентеном, богатым торговым классом, который в основном находился в Амстердаме. Богатые торговцы рассматривали центральное положение Оранско-Нассауского Дома в голландской политике как угрозу своей собственной власти. Борьба между регентами и оранжистами была одной из причин упадка страны как мировой экономической и военной державы на протяжении всего XVIII века.
В 1780-х годах напряженность достигла апогея во время Батавской революции, борьбы между республиканскими патриотами и монархистскими оранжистами. Патриотам, которым помогли французские войска, в конце 1794 года удалось изгнать из страны статхаудера Вильгельма V Оранского. Через несколько недель, 19 января 1795 года, была провозглашена Батавская республика.
Национальное собрание Батавской республики после двух лет обсуждений 10 мая 1797 года составило окончательный проект Конституции. Конституция была компромиссом между двумя группами: теми, кто считал, что регионы в Республике должны сохранять свою историческую автономию, и теми, кто считал, что Республика должна стать унитарным государством.

## Результаты
| Choice                               | Votes   | %     |
| ------------------------------------ | ------- | ----- |
| За                                   | 27 955  | 20,45 |
| Против                               | 108 761 | 79,55 |
| Всего                                | 136 716 | 100   |
| Зарегистрированных избирателей/ Явка | 400 000 | –     |
| Источник: Direct Democracy           |         |       |

## Последующие события
Проект Конституции был отклонен почти 80% выборщиков, что означало, что необходимо разработать новую Конституцию. На выборах в Национальное собрание несколько месяцев спустя, сторонники унитарного государства получили большинство, но сторонники федеративного государства сохранили большинство в Конституционной комиссии. Тем временем во Франции к власти пришли радикалисты во главе с Пьером Ожеро. С помощью Франции радикальные унитаристы устроили государственный переворот в январе 1798 года. В Национальном собрании была быстро принята новая Конституция, учреждающая унитарную республику. Проект новой Конституции был утвержден на референдуме 23 апреля 1798 года.